# Lotta Comunista
 (janvier 2018).
Si vous disposez d'ouvrages ou d'articles de référence ou si vous connaissez des sites web de qualité traitant du thème abordé ici, merci de compléter l'article en donnant les références utiles à sa vérifiabilité et en les liant à la section « Notes et références ».
Lotta comunista est le nom du journal italien fondé en 1965 par Arrigo Cervetto et Lorenzo Parodi et diffusé par les Groupes léninistes de la gauche communiste, dont il est l'organe.
Initialement issus de milieux ouvriers anarchistes et communistes libertaires, ses fondateurs s’orientent ensuite vers des positions léninistes.
Lotta Comunista est également le nom de leur organisation, révolutionnaire et non parlementaire, qui s'inspire essentiellement de Marx, Engels, Lénine. En reprenant les analyses de la Gauche communiste italienne (bordiguiste, à ne pas confondre avec le Mouvement de la gauche communiste dont est issu Lotta Comunista et qui est initialement composé de léninistes, libertaires, trotskystes, bordiguistes dissidents et de communistes ayant quitté le PCI), Lotta Comunista refuse d'attribuer un caractère socialiste à l'URSS stalinienne et à la Chine maoïste, les qualifiant de capitalisme d’État, et dénonce la collusion du Parti communiste italien avec le stalinisme ainsi qu’avec le capitalisme italien (à travers les accords Fiat-URSS).
En tant qu’organisation, Lotta Comunista se démarque du bordiguisme sur de nombreuses questions théoriques, politiques et stratégiques, ainsi que sur plusieurs aspects d’ordre organisationnel et relevant de la pratique militante.
L’organisation trouve ses origines dans les années qui suivent les combats pour la libération de l’Italie, chez des groupes de résistants anarchistes organisés dans les GAAP (Gruppi Anarchici di Azione Proletaria, en français Groupes anarchistes d’action prolétarienne) ainsi que des courants d’opposition restés à l’intérieur du PCI ou sur le point d’en être exclu (Azione comunista).
L’organisation est surtout implantée à Gênes et dans le nord industriel de l’Italie. Son principal dirigeant, Lorenzo Parodi (né à Gênes le 24 mai 1926 et mort dans la même ville le 31 juillet 2011),a été le directeur du journal du même nom d’avril 1977 à mai 2011.

## Les principales étapes de l’histoire de Lotta Comunista
Entre 2012 et 2017, Lotta Comunista a publié avec sa maison d’édition la reconstitution de son histoire, en trois volumes, disponibles en français : Lotta Comunista. Le groupe d’origine. 1943-1952 (Editions Science Marxiste, Montreuil, 2012), Lotta Comunista. Vers le parti-stratégie. 1953-1965 (Editions Science Marxiste, Montreuil, 2015) et Lotta Comunista. Le modèle bolchevique, 1965-1995 (Editions Science Marxiste, Montreuil, 2018). Guido La Barbera, l’auteur de cette histoire officielle de parti, la résume en 12 étapes principales, dont 6 étapes internationales et 6 étapes italiennes.

### Les six étapes internationales de l’histoire de Lotta Comunista

#### La bataille internationaliste autour des guerres dans les pays en voie de développement
Dans ses thèses formulées en 1957, le fondateur du parti, Arrigo Cervetto, indique l’ouverture d’une longue période (cycle) de développement capitaliste dans le monde. Au cours de l’expansion d’après-guerre, de nouvelles bourgeoisies nationales s’affirment dans les vieux territoires coloniaux (décolonisation). Dans cette phase, Lotta Comunista soutient les révolutions nationales en tant que facteur de développement capitaliste (et, par conséquent, d’essor du prolétariat) et d’aggravation des contradictions de l’impérialisme. Cependant, à la suite de la guerre arabo-israélienne de 1967 et de la guerre au Viêtnam, Lotta Comunista considère que l’impérialisme est devenu « unitaire », que le monde est partagé entre une poignée de grandes puissances et que la « question nationale » ne représente plus un caractère progressiste, étant désormais instrumentalisée dans la confrontation entre les puissances impérialistes, et les révolutions nationales s’étant essoufflées. Pour intervenir dans ces crises, et en opposition aux positions staliniennes, maoïstes et tiers-mondistes, le critère politique prioritaire doit être, selon Lotta Comunista, celui de l’unité du prolétariat international.

#### La bataille autour de l’affrontement entre la Chine et l’URSS
À l’occasion de la guerre sino-soviétique sur le fleuve Oussouri, Lotta Comunista relève chez le « capitalisme d’État chinois » une condition de faiblesse qui pousse Pékin à la recherche d’alliés contre les impérialismes américain et russe : ce facteur explique la « Théorie maoïste du Front uni », « avec l’impérialisme européen et avec l’impérialisme japonais ». Compte tenu de la pénurie de capitaux investis par l’« impérialisme russe » en Chine, l’hypothèse d’une convergence avec les Etats-Unis est formulée, et sera vérifiée en 1971. En analysant la question chinoise, Lotta Comunista cherche à contrer l’influence des idéologies maoïstes. Selon Lotta Comunista, le capitalisme est présent à l’époque aussi bien en Union soviétique qu’en Chine : en effet, les deux États capitalistes s’affrontent le long de l’Oussouri.

#### La bataille autour de l’URSS et de Yalta
Lotta Comunista s’oppose à la thèse stalinienne du « socialisme dans un seul pays », qualifiant l’URSS de « capitalisme d’État » et la Chine et le Viêtnam de « jeunes capitalismes ». L’analyse développée par Amadeo Bordiga dans Structure économique et sociale de la Russie d’aujourd’hui est un point de repère théorique crucial dont Lotta Comunista reconnaît la validité, sans pour autant appartenir au bordiguisme. Aucune continuité ne peut être établie entre Lénine et Staline, ce dernier ayant incarné la contre-révolution bourgeoise et le nationalisme grand-russe. Il en découle que Lotta Comunista s’oppose à la représentation d’une lutte mondiale entre l’Occident capitaliste et un soi-disant camp du « communisme ». Lotta Comunista rejette également la représentation d’un monde simplement bipolaire, en relevant, à l’époque, le retour d’autres acteurs sur la scène internationale, notamment le Japon et l’Allemagne : par la formule d’un « véritable partage » de Yalta, le parti signale l’existence d’un accord de fait entre les impérialismes des Etats-Unis d’Amérique et de l’URSS pour empêcher l’unification de l’Allemagne, et conjurer ainsi l’émergence d’un rival européen en puissance.

#### La bataille autour de la «crise de restructuration»
Dans l’interprétation de Lotta Comunista, la crise des années 1970 n’était pas une crise générale comparable à celles des années 1930 ; il s’agissait plutôt d’une « crise de restructuration » : le développement extensif dans de nouvelles régions (Asie, Afrique, Amérique latine) accordait aux Etats-Unis, à l’Europe et au Japon un sursis permettant de restructurer leurs bases industrielles respectives tout en se projetant dans ces régions du monde. De cette approche découle l’objection formulée par Lotta Comunista à l’encontre de la thèse de Bordiga, qui avait fixé 1975 comme l’échéance d’une crise générale.

#### La bataille internationaliste autour de la «nouvelle confrontation»
Par la « nouvelle confrontation » des années 1980, Lotta Comunista se réfère à la lutte qui mène à la fin des relations établies à Yalta : plus de trente ans de développement dans l’après-guerre et la crise de restructuration des années 1970 ont profondément modifié les rapports de force économiques entre les puissances, avec pour conséquence l’ouverture d’une phase accélérée de confrontation impérialiste. Les Etats-Unis et l’URSS auraient été confrontées au début de leur déclin relatif, tandis que l’Allemagne et le Japon seraient redevenus des acteurs majeurs, et la Chine et l’Inde auraient émergé.

#### La bataille internationaliste autour de la fin de Yalta
La chute du mur de Berlin et l’implosion de l’URSS sont pour Lotta Comunista une « césure stratégique » aux effets comparables à ceux d’une guerre mondiale : le partage de Yalta s’achève et, avec la réunification allemande, le processus de formation de l’impérialisme européen connaît une phase d’accélération. Le parti met en évidence le début d’un « nouveau partage », avec l’annexion de l’Europe de l’Est par l’UE et le repli de Moscou, qui se trouve repoussé jusqu’aux frontières d’avant Pierre le Grand. Une conséquence décisive de cette césure est, sur le front asiatique, la relance du développement capitaliste chinois, qui prélude, conformément à la prévision de Marx, au déplacement du barycentre mondial du bassin de l’Atlantique à celui du Pacifique.
L’irruption asiatique révèle le commencement d’une « nouvelle phase stratégique », dont les traits principaux sont l’ascension impérialiste de la Chine et la montée d’un cran de la « confrontation mondiale », qui se dispute désormais entre des puissances dotées d’une « dimension continentale » (Etats-Unis, Chine, UE…). Il s’agit du déclencheur décisif en direction de l’unité impérialiste européenne.

### Les six étapes italiennes de l’histoire de Lotta Comunista

#### La tactique léniniste dans la crise du système éducatif
Les « Thèses sur la tactique léniniste dans la crise du système éducatif » paraissent dans le journal Lotta comunista en mai-juin 1968. La vague d’agitations estudiantines est le produit du développement capitaliste italien de l’après-guerre. Les « Thèses » argumentent que « le système éducatif constitue la principale forme d’organisation de la dictature du capitalisme exercée par l’État sur le terrain de l’idéologie, même si bien évidemment elle n’est pas la seule ». Toutefois, dans ce cadre, il reste possible de recruter une génération de jeunes militants pour le parti léniniste.

#### La bataille autour des perspectives du trade-unionisme
Le boom économique de l’après-guerre crée un vaste prolétariat, qui se trouve concentré surtout dans les usines du « Triangle industriel » du nord de l’Italie. Lors de « l’automne chaud » de 1969 se dessine la possibilité d’un fort mouvement de nature syndicale. Le « grand capital » italien (« grand » pour le différencier de la petite bourgeoisie) pourrait se servir d’un syndicat trade-unioniste et d’une vaste « aristocratie ouvrière » en tant que leviers et base de masse pour une ligne « réformiste » (dans le sens des grandes réformes nécessaires à la modernisation de l’État) et sociale-impérialiste. Tout comme pour la « crise du système éducatif », les « perspectives du trade-unionisme » ouvrent une possible voie à l’enracinement de groupes communistes à l’intérieur des grandes usines. La saison du trade-unionisme s’achèvera cependant prématurément.

#### La bataille de Gênes
À Gênes, « capitale du capitalisme d’État » et bastion du PCI stalinien, Lotta Comunista met à l’épreuve l’hypothèse de l’implantation d’un parti sur le modèle bolchevique en Italie. De 1966 à 1975, la bataille contre le PCI combine les fronts de la tactique léniniste dans la crise du système éducatif et de la tactique sur les perspectives du trade-unionisme, respectivement parmi les étudiants, à la résidence universitaire de la Casa dello Studente et à l’école d’ingénieurs, et parmi les ouvriers, chez Ansaldo. Selon Lotta Comunista, la confrontation est aussi « physique ».

#### La bataille de Milan
L’enracinement de Lotta Comunista à Milan a lieu vers la fin des années 1960. Le rapport de Cervetto et Parodi avec les groupes de la diaspora bordiguiste remonte aux années 1950. En 1968, plusieurs militants provenant de cette filière se tournent vers Lotta Comunista, en constituant le premier embryon du parti à Milan. Son développement, dans le sillon des luttes trade-unionistes, se heurte à la violente campagne du PCI et des « groupes » intellectuels. Lotta Comunista parvient cependant à préserver son groupe milanais de direction organisationnelle au cours d’une bataille de « retraite ordonnée ». Les « groupes » intellectuels se dissoudront au fil du « reflux » des luttes et le PCI sera renversé par l’effondrement de l’URSS.

#### La bataille de Turin
À Turin, la bataille décisive pour l’implantation de Lotta Comunista a lieu durant la crise chez Fiat de 1980, reliée à la crise de restructuration de 1974-1975 et au marché européen. Les événements des « 35 jours » chez FIAT, la requête des licenciements en masse puis du chômage partiel, l’incapacité du PCI (dans sa course-poursuite maximaliste avec les syndicats) à évaluer les rapports de force réels et, enfin, la défaite marquée par la « marche des quarante mille » obligent le comité de Lotta Comunista à Turin à déployer un effort de compréhension dépassant la seule dimension syndicale, qui préparera le terrain pour une croissance politique et organisationnelle.

#### La bataille politique autour du changement social
Au cours des années 1980, la « famille à plusieurs revenus », dans lesquelles s’additionnent de multiples revenus et patrimoines, devient la forme la plus généralisée des « aristocraties ouvrières ». Lotta Comunista cible dans son combat les nouvelles formes idéologiques de l’individualisme de masse, s’adresse aux nouvelles couches d’employés et de « techniciens producteurs » ainsi qu’aux « strates profondes » de travailleurs immigrés, en recherchant l’unité politique internationaliste, « des ingénieurs aux immigrés ».
Au concept de « nouvelle phase stratégique » à partir des années 2000 (ascension impérialiste de la Chine) se relie par la suite l’identification d’un « nouveau cycle politique » du « déclin atlantique » en Europe et en Amérique où, amplifiées par un « hiver démographique » avancé dans les vieilles puissances, les idéologies de l’individualisme propriétaire (avec ses caractéristiques réactionnaires, sécuritaires et xénophobes) « entrent en oscillation », en donnant lieu à des « insurrections électorales » qui favorisent à la fois l’abstentionnisme de la classe ouvrière et le « vote propriétaire et petit-bourgeois » en faveur des droites et des partis populistes souverainistes.
Le 23 janvier 2016, à l’occasion du 50e anniversaire du journal Lotta comunista, une conférence a été organisée au Teatro degli Arcimboldi de Milan.